# Havok (Band)
Havok (von havoc, engl. für Verwüstung) ist eine US-amerikanische Thrash-Metal-Band aus Denver. Die Band wurde im Jahre 2004 gegründet und steht bei Century Media unter Vertrag. Die Diskografie der Gruppe umfasst fünf Studioalben.

## Geschichte

### Frühe Jahre (2004 bis 2008)
Die Band wurde im Februar 2004 vom Sänger und Gitarristen David Sanchez und seinen Klassenkameraden Marcus Corich (Bass) und Haakon Sjoegren (Schlagzeug) gegründet. Nach einigen Jamsessions suchten die Musiker per Flyer einen zweiten Gitarristen. Shawn Chavez komplettierte die erste Bandbesetzung, die ein Jahr später das erste Demo mit dem Namen Thrash Can veröffentlichte. Marcus Corich und Haakon Sjoegren wurden durch Tyler Cantrell und Richie Tice ersetzt. Das zweite Demo Murder by Metal folgte ein Jahr später. 
Im Jahre 2007 erschien die EP Pwn ’em All. Der Titel stellt eine Parodie auf das Album Kill ’Em All von Metallica dar. Erneut kam es zu mehreren Besetzungswechseln. Tyler Cantrell wurde bei mehreren Konzerten von seinem Bruder vertreten und Schlagzeuger Richie Tice wurde durch Ryan Alexander Bloom ersetzt. Mit der EP bewarben sich die Musiker im Winter 2007 bei verschiedenen Metal-Labels und wurden schließlich von Candlelight Records unter Vertrag genommen. Mit Jesse De Los Santos wurde im Herbst 2008 ein neuer Bassist verpflichtet.

### BurnundTime Is Up(2009 bis 2011)
Am 2. Juni 2009 wurde das Debütalbum Burn veröffentlicht. Kurz vor der Veröffentlichung verließ Schlagzeuger Ryan Alexander Bloom die Band wieder und wurde zunächst durch Scott Fuller und ein Jahr später durch Pete Webber ersetzt. Shawn Chavez verließ ebenfalls die Band, die zahlreiche Konzerte im Vorprogramm von Bands wie Destruction, Exodus und Into Eternity als Trio spielte. Mit Reece Scruggs wurde die Band im Jahre 2010 wieder komplettiert. Anfang 2011 nahmen Havok an der United-Hate-Across-America-Tournee mit Malevolent Creation, Full Blown Chaos und Beyond Terror Beyond Grace teil. 
Im April 2011 erschien das zweite Album Time Is Up, welches von James Murphy gemastert wurde und mit sehr guten Kritiken bedacht wurde. Patrick Schmidt vom deutschen Magazin Rock Hard bezeichnete Time Is Up als das Thrash-Album des Jahres und stellte fest, dass sich „namhafte Konkurrenz aus der Bay Arena warm anziehen müsse“. Havok spielten in den folgenden Monaten zahlreiche Konzerte im Vorprogramm von Bands wie Forbidden, Sepultura, Death Angel oder Anthrax und spielten 2012 bei der ersten Auflage des Festivals Barge to Hell, das auf einem Kreuzfahrtschiff stattfindet.

### Point of No ReturnundUnnatural Selection(2012 bis 2014)
Zeitgleich mit der Europatournee im Vorprogramm der kanadischen Band 3 Inches of Blood veröffentlichten Havok die EP Point of No Return, die neben zwei Eigenkompositionen noch Coverversionen von Sepultura und Slayer enthält. Bassist Jesse De Los Santos verließ Havok Ende 2012, da er mehr Zeit mit seiner Familie verbringen wollte. Sein Nachfolger wurde Mike Leon, der zuvor bei der Band The Absence gespielt hatte. Im Februar 2013 spielten Havok im Vorprogramm von Testament in Denver, nachdem der Sänger der eigentlichen Vorband Overkill Bobby Ellsworth erkrankte. Im Frühjahr 2013 nahmen Havok ihr drittes Studioalbum Unnatural Selection auf, dass von Terry Date gemischt wurde. Das Album enthält mit Children of the Grave eine Coverversion von Black Sabbath. 
Unnatural Selection erschien am 25. Juni 2013 und wurde in der ersten Woche nach der Veröffentlichung in den USA über 2.500 Mal verkauft. Das Album stieg in den US-amerikanischen Albumcharts auf Platz 186 ein. Havok spielten auf den Festivals Heavy Montréal und Rock Al Parque in Bogota, bevor im Herbst 2013 zunächst eine Nordamerikatournee im Vorprogramm von Soulfly und danach eine Headlinertournee in Europa mit Angelus Apatrida folgte. Im Juli 2014 unterschrieb die Band einen Plattenvertrag mit dem deutschen Label Century Media und ging auf Europatournee mit Suffocation und Skeletonwitch. Es folgte eine Nordamerikatournee als Vorgruppe von Crowbar.

### ConformicideundV(seit 2014)
Das Gründungsmitglied Shawn Chavez verstarb im April 2015 im Alter von 30 Jahren. Die Todesursache ist unbekannt. Im Sommer 2015 begann die Band mit den Arbeiten an ihrem vierten Studioalbum. Zwischenzeitlich verließ Mike Leon die Band, um mit Soulfly auf Tour zu gehen. Sein Nachfolger wurde Nick Schendzielos, der auch bei Cephalic Carnage und Job for a Cowboy spielt. Im Februar und März 2016 gingen Havok zusammen mit den Suicidal Tendencies und Children of Bodom als Vorgruppen von Megadeth auf Nordamerikatournee. Nach Beendigung dieser Tournee begannen die Aufnahmen für ihr viertes Studioalbum.
Havok sollten im Herbst 2016 an einer weiteren Tournee im Vorprogramm von Megadeth zusammen mit Amon Amarth, den Suicidal Tendencies und Metal Church spielen. Der Band wurde allerdings ein nach eigener Aussage inakzeptabler Vertrag vorgelegt. Nachdem sich Havok weigerten, den Vertrag zu unterschreiben wurde die Band ausgeladen. Megadeth-Sänger Dave Mustaine bezeichnete die Vorwürfe von Havok als Lüge. Die Veröffentlichung des vierten Studioalbums Conformicide erfolgte am 10. März 2017. Mit dem von Steve Evetts produzierten Album erreichte die Band erstmals die deutschen Albumcharts, wo sich Conformicide auf Rang 94 platzierte.
Am 1. Mai 2020 veröffentlichten Havok ihr fünftes Studioalbum V. Für den ausgestiegenen Bassisten Nick Schendzielos stieß Brandon Bruce zur Band.

## Diskografie

### Studioalben
| Jahr | Titel Musiklabel                        | Höchstplatzierung, Gesamtwochen, AuszeichnungChartplatzierungen (Jahr, Titel, Musiklabel, Platzierungen, Wochen, Auszeichnungen, Anmerkungen) | Höchstplatzierung, Gesamtwochen, AuszeichnungChartplatzierungen (Jahr, Titel, Musiklabel, Platzierungen, Wochen, Auszeichnungen, Anmerkungen) | Höchstplatzierung, Gesamtwochen, AuszeichnungChartplatzierungen (Jahr, Titel, Musiklabel, Platzierungen, Wochen, Auszeichnungen, Anmerkungen) | Anmerkungen                          |
| Jahr | Titel Musiklabel                        | DE | CH | US | Anmerkungen                          |
| ---- | --------------------------------------- | --- | --- | --- | ------------------------------------ |
| 2009 | Burn Candlelight Records                | — | — | — | Erstveröffentlichung: 2. Juni 2009   |
| 2011 | Time Is Up Candlelight Records          | — | — | — | Erstveröffentlichung: 22. April 2011 |
| 2013 | Unnatural Selection Candlelight Records | — | — | US186 (1 Wo.)US | Erstveröffentlichung: 25. Juni 2013  |
| 2017 | Conformicide Century Media              | DE94 (1 Wo.)DE | CH96 (1 Wo.)CH | — | Erstveröffentlichung: 10. März 2017  |
| 2020 | V Century Media                         | DE48 (1 Wo.)DE | CH73 (1 Wo.)CH | — | Erstveröffentlichung: 1. Mai 2020    |

### EPs
- 2007: Pwn ’em All
- 2012: Point of No Return
- 2024: New Eyes

### Demos
- 2005: Thrash Can
- 2006: Murder by Metal